# Оффенсив гард

Пример расстановки игроков в нападении. Оффенсив гарды (OG) выделены цветом.

Оффенсив гард (англ. Offensive guard) (G) — позиция игрока в американском футболе; гард располагается между центром и одним из двух оффенсив тэклов в расстановке лайнменов команды, играющей в нападении.
Функция гардов — защищать квотербека от игроков защиты. Кроме того, в некоторых розыгрышах к задачам гардов относится создание брешей в первой линии обороны соперника. Предполагается, что через образовавшиеся пространства будет осуществлять вынос раннинбек или другой игрок с мячом. Иногда гарды должны бежать впереди раннинбека, прокладывая ему путь и блокируя защитников, пытающихся остановить раннинбека.
По общему правилу квотербек или иной игрок с мячом не имеет права передавать мяч гардам. Гардам разрешено касаться мяча только в том случае, если мяч был потерян («фамбл») или если после паса вперед первыми мяча коснулись защитники или принимающие нападения.
Гард, стоящий по правую руку от центра, называется «райт гард» (англ. Right guard) (RG), по левую руку, соответственно, «лефт гард» (англ. Left guard) (LG).